# Finnhustjärnarna (Frostvikens socken, Jämtland, 715985-142841)
Finnhustjärnarna är en sjö i Strömsunds kommun i Jämtland och ingår i Ångermanälvens huvudavrinningsområde.